# Euplexia iorrhoa
Euplexia iorrhoa là một loài bướm đêm trong họ Noctuidae.